# Víctor Hugo Lobo Román
Víctor Hugo Lobo Román (Ciudad de México, 14 de marzo de 1969) es un político e ingeniero mexicano, militante del Partido de la Revolución Democrática. Es diputado local plurinominal de la II legislatura del Congreso de la Ciudad de México desde el 1 de septiembre de 2021. Fue jefe de la delegación Gustavo A. Madero de 2009 a 2012 y de 2015 a 2018. También fue diputado de la Asamblea Legislativa del Distrito Federal por el IV Distrito durante la VI legislatura, de 2012 a 2015.

## Biografía
Víctor Hugo Lobo Román nació el 14 de marzo de 1969 en la delegación Gustavo A. Madero del Distrito Federal. Es Ingeniero mecánico electricista egresado de la Universidad La Salle y graduado por la Facultad de Ingeniería de la Universidad Nacional Autónoma de México.

## Carrera política
Su desempeño en la Administración Pública ha sido principalmente en la Delegación Gustavo A. Madero. Inició en el año 1999 como director Territorial de la Zona 6, después fue Director Ejecutivo de Participación Ciudadana de 2003 a 2004, fue Director Territorial de la Zona 5 del año de 2005 al 2006 y en ese mismo año fue designado Director General de Servicios Urbanos, cargo en el que se desempeñó hasta el año 2009 en el que se registró como candidato a Jefe Delegacional por el PRD; en ese entonces el jefe delegacional Francisco Chíguil Figueroa fue destituido del cargo por el fallido operativo oficial en la discoteca New's Divine, a causa del cual murieron 12 personas, Lobo Román –entonces director general de Servicios Urbanos, quedó en su lugar. Desde entonces comenzaron las acusaciones por el uso indebido de los programas sociales y el desvío de recursos públicos de la delegación supuestamente para comprar a líderes vecinales.
Es electo por votación Jefe Delegacional de Gustavo A Madero 2009 a 2012. Durante su administración se implementó el programa de entrega gratuita de uniformes deportivos a todos los alumnos de primaria, se construyeron mallas solares para en el 80% de las escuelas de nivel básico, y se amplió el Eje 4 de Euskaro solucionando un problema vial de más de 50 años en beneficio de toda la zona norte de la Ciudad.
En 2012 fue elegido Diputado de la Asamblea Legislativa del Distrito Federal, Sexta Legislatura, por el IV Distrito. Creó y logró la aprobación de la Ley del Espacio Público y Servicios Urbanos, de la Ley de Topes a Sueldos y Salarios para Servidores Públicos y fue impulsor de diversas reformas en materia de movilidad, protección civil, y desarrollo urbano.
Terminando la diputación en el año 2015 se inscribió para Jefe Delegacional en la misma demarcación; ganando la elección.
Al finalizar su jefatura en el 2018; por representación proporcional del 2018 a 2021 es Diputado en el Primer Congreso de la Ciudad de México y Presidente de la Junta de Coordinación Política.
Es Diputado de la II Legislatura en el Congreso de la Ciudad de México en el periodo del 2021 a 2024.
En noviembre de 2023 anunció su renuncia al Partido de la Revolución Democrática (PRD) en reclamo por el método con el cual su partido seleccionaría a su candidato a Jefe de Gobierno de la Ciudad de México en 2024.

## Gobierno Delegacional
1 de octubre del 2015 ante la Asamblea Legislativa de la Ciudad de México toman protesta los 16 jefes delegacionales entre ellos Lobo Román.